# Богословский, Никита Владимирович
Ники́та Влади́мирович Богосло́вский (9 [22] мая 1913, Санкт-Петербург, Российская империя — 4 апреля 2004, Москва, Россия) — советский и российский композитор, дирижёр, пианист, литератор-публицист и прозаик; народный артист СССР (1983).

## Биография
Родился 9 (22) мая 1913 года в Санкт-Петербурге в дворянской семье.
В 1920—1929 годах учился в единой трудовой школе Ленинграда. По его воспоминаниям, в эти годы было получено главное музыкальное образование, значившее больше, чем всё последующее консерваторское обучение. Это произошло на длившихся почти два года воскресных занятиях с композитором А. К. Глазуновым (1927—1928).
Самое первое своё сочинение написал в восьмилетнем возрасте. Школьные годы отмечены первыми известными композициями. Это вальс «Дита», сочинённый и подаренный Э. Л. Утёсовой на её шестой день рождения. К собственному пятнадцатилетию написал оперетту «Ночь перед Рождеством». Премьера прошла в Ленинградском театре музыкальной комедии, но автора туда по малолетству не пустили.
С 1929 года учился на композиторском отделении Ленинградского центрального музыкального техникума (ныне Санкт-Петербургский музыкальный колледж имени М. П. Мусоргского) по классу композиции Г. Н. Попова, затем в Ленинградской консерватории им. Н. А. Римского-Корсакова по классу композиции (экстернат) (класс композиции П. Б. Рязанова, полифонии, инструментовки, анализа музыкальных форм — X. С. Кушнарёва, М. О. Штейнберга, В. В. Щербачёва), которую окончил в 1934 году.
Ещё в студенческие годы вошёл в круг писателей и режиссёров, связанных с театром, эстрадой и кино. Сочинял музыку для спектаклей Ленинградского театра малых форм («Уха из петуха», «Весна на Стрелке» (1933—1934) и др.).
После убийства С. М. Кирова, в ходе начавшихся репрессий подлежал высылке из Ленинграда как выходец из дворянской семьи в Сыктывкар, однако решил рискнуть и туда не ехать. Ему повезло, и о нём забыли.
С 1937 года начал писать музыку для кино. Он «проснулся известным» уже после своего первого фильма — «Остров сокровищ», где прозвучала Песенка Дженни на стихи В. И. Лебедева-Кумача:
Я на подвиг тебя провожала,

Над страною гремела гроза.

Я тебя провожала,

Но слёзы сдержала,

И были сухими глаза…

…Если ранили друга,

Сумеет подруга

Врагам отомстить за него.

Если ранили друга,

Перевяжет подруга

Горячие раны его.
Став знаменитым, переехал в Москву. Однако такие известные его песни, как «Любимый город» (стихи Е. А. Долматовского, к/ф «Истребители», 1939) и «Спят курганы тёмные» (стихи Б. С. Ласкина, к/ф «Большая жизнь», 1940), были написаны в Киеве, куда его приглашали для работы над снимавшимися на тамошней киностудии фильмами. В столице Украины композитора застала война. Вместе со студией он был эвакуирован в Ташкент. Там была создана такая песенная классика, как «Лизавета» (1942, стихи Е. А. Долматовского, к/ф «Александр Пархоменко»), «Тёмная ночь», «Шаланды, полные кефали» (обе на стихи В. Г. Агатова, 1942, к/ф «Два бойца»), «Солдатский вальс» (стихи В. А. Дыховичного, 1944).
По окончании войны, Богословским были написаны песни «Три года ты мне снилась» (стихи А. И. Фатьянова, 1946, к/ф «Большая жизнь», 2-я серия), Романс Рощина (стихи Н. К. Доризо, 1956, к/ф «Разные судьбы»).

Могила Богословского на Новодевичьем кладбище Москвы.

Всего композитором было создано более трёхсот песен, музыка к ста девятнадцати фильмам и восьмидесяти спектаклям.
Как дирижёр выступал в России и за рубежом, с концертами и творческими вечерами побывал во многих странах.
В конце 1950-х и в 1960-х годах часто выступал на телевидении и радио в качестве ведущего развлекательных программ. Был одним из зачинателей и первым ведущим популярной передачи тех лет «Вечер весёлых вопросов», которая впоследствии стала называться «КВН». Был постоянным автором юмористического «Клуба 12 стульев» «Литературной газеты», а также выходивших отдельными изданиями юмористических сборников.
Последняя песня Богословского, написанная на стихи М. С. Пляцковского в 1984 году — «Кукушка» была исполнена А. Б. Пугачёвой.
Входил в редколлегию мегапроекта «Антология сатиры и юмора России XX века». То была первая попытка собрать воедино творения лучших сатириков и юмористов уходящего столетия. Серия была основана в 2000 году. Богословский увлекался разведением экзотических рыбок, содержал три огромных аквариума.
Умер 4 апреля 2004 года в Москве. Похоронен на Новодевичьем кладбище (участок № 10).

## Семья
- Прапрадед — Антон Игнатьевич Поземковский, майор Северского конно-егерского полка. В начале XIX века внесён в родословную книгу тамбовского дворянства. Был женат на дочери воронежского помещика Елизавете Петровне Гардениной[4].
- Прадед — Фёдор Антонович Поземковский, крупный чиновник путей сообщения, имел чин тайного советника, постоянно жил в Петербурге.
- Дед — Михаил Фёдорович Поземковский, камергер императорского двора. Служил в министерстве юстиции, в канцелярии Сената и государственной канцелярии. За заслуги в организации детских приютов был награждён орденом Святого Владимира 4-й степени и медалями.
- Отец — Владимир Львович Богословский, надворный советник, служил в Главном управлении почт и телеграфов.
- Мать — Елена Михайловна Богословская (Поземковская), помещица.
- Дядя — Георгий Михайлович Поземковский, русский оперный певец, лирический тенор. С 1919 года в эмиграции[13].
- Так как родители развелись, а мать вскоре вышла замуж, своего отца Никита не знал и воспитывался отчимом[7].
- К отчиму Н. Богословский относился с большим уважением и любовью, но на его похороны не поехал. Не был он и на похоронах старшего сына — Кирилла.
- Более двадцати лет супругой и верной помощницей композитора была Наталья Ивановна Богословская, дочь И. С. Макарьева, мать младшего сына — Андрея (1953—2007), композитора и поэта, автора песни «Рисуют мальчики войну»[14] и рок-оперы «Алые паруса», с которым отец много и плодотворно общался, часто приглашая в свои авторские концерты[7].
- Последней супругой была композитор Алла Николаевна Сивашова (род. 1949)[10].

## Общественная и политическая деятельность
С 1938 года — член, а в 1976—1980 — член правления Союза композиторов СССР. С 1958 года — член, а с 1971 — председатель комиссии композиторов, в 1981—1985 — член правления Союза кинематографистов СССР. С 1984 года — член Союза театральных деятелей РСФСР. С 1965 года — член Союза журналистов СССР, однако вышел из него по собственной инициативе в 1984 году. Член редколлегии журналов «Советский экран» и «Эстрада и цирк». Вице-президент общества «СССР — Франция» (с 1965). Был почётным президентом Ассоциации друзей Франции (1974).
Своё отношение к жизни сформулировал следующими словами: «Может быть, это стыдно, но я никогда не интересовался страной. Все мои мысли были направлены на творческое благополучие и на свою судьбу в этом мире, который я воспринимал иронически. В духовном плане у меня не было драм и трагедий. Только ясное, радостное ощущение жизни, праздник бытия».

## Театр для себя
В течение всей жизни был знаменит розыгрышами, которые зачастую ставились им по законам драматургии и развивались во времени. По мнению М. И. Веллера: «Задолго до появления слов „хэппенинг“ и „реалити-шоу“ он возвёл розыгрыш на высоту искусства в сумасшедшем доме».
Сам композитор считал, что «Розыгрыш — это театр для себя». А театр этот получался разным. И безобидным, и с последствиями. Например, в его воспоминаниях описано неизменно выигрываемое пари об авторстве «раннего пейзажа Левитана», висевшего в квартире. Под Левитаном спорщики полагали художника-передвижника И. И. Левитана, «что, естественно, полностью исключалось ввиду изображённого ужаса». На самом деле это был созданный по просьбе Н. Богословского единственный живописный опыт известного диктора радио Ю. Б. Левитана — однофамильца художника. Жертвы спора прекрасно и давно знали шутки композитора, но попадались всё равно.
Иногда действия Богословского приводили к весьма нежелательным последствиям. Например, закрытию в 1957 году телевизионной передачи — «Вечер Весёлых Вопросов», первого варианта «КВН». Композитор придумал для неё условия конкурса, заключавшиеся в приезде летом на телепередачу в шубе и валенках. Для того чтобы снизить число победителей, было решено добавить к условиям конкурса ещё и то, чтобы участники должны были привезти с собой прошлогоднюю газету за 31 декабря. Однако Богословский, который был ведущим программы, о газете не упомянул.
Как следствие, по летнему зною на телепередачу в прямом эфире явилось столько разгорячённых людей в шубах и валенках, что образовалась настоящая «свалка». Телевизионную трансляцию пришлось прервать. Несколько часов в эфире демонстрировалась заставка «Перерыв по техническим причинам». Телепередачу закрыли, а ЦК КПСС принял постановление, где говорилось: «Работники телестудии стали на путь подражания худшим приёмам и нравам буржуазного телевидения… Подобный случай мог произойти только в условиях политической беспечности руководства телевидением. Партийно-политическая работа поставлена слабо, до сих пор среди работников студии не обсуждена статья Никиты Хрущёва «За тесную связь литературы и искусства с жизнью народа…».
В 1980 году Богословский с помощью хлебного мякиша и пластиковой розетки от подсвечника сфабриковал фотографию НЛО, которую переслал астроному и энтузиасту уфологии Феликсу Зигелю, выдав за снимок, сделанный в городе Стара-Загора. Зигель принял фотографию всерьёз, и в качестве подлинной она фигурировала в некоторых СМИ вплоть до 2000-х годов, несмотря на опубликованное в 1989 году самоопровержение.

## Никита Богословский и публикации
Живя в сложное историческое время, он часто подвергался критике за якобы чуждую советскому человеку музыку. «Чем же объясняется успех произведений Никиты Богословского „Тёмная ночь“ и „Шаланды, полные кефали“? Если это и музыка, то — блатная…» Советские СМИ 1930—1940-х годов были полны подобными рецензиями. Так писали журнал «Искусство и жизнь», газеты «Вечерняя Москва», «Советское искусство», «Известия», «Московский большевик»… Вышеперечисленные цитаты замыкает постановление ЦК ВКП (б) от 4 сентября 1946 года о кинофильме «Большая жизнь»: «Введённые в фильм песни Н. В. Богословского проникнуты кабацкой меланхолией и чужды советским людям».
В 1956 году проходил свидетелем по уголовному делу одесских фарцовщиков Волдаевского, Р. М. Кушнир и др., так как ранее регулярно покупал у тех продукцию (в том числе ткани) зарубежного производства, за что был «пропечатан» в фельетоне С. Загоруйко «„Концерт“ с допросом», опубликованном в газете «Советская культура».
Позже, во второй половине своей жизни, Богословский сам иногда выступал в СМИ о текущем положении в эстрадной музыке. Известны, например, его слова о британской рок-группе «Битлз» (в статье «Из жизни „пчёл“ и навозных жуков») — «Трое с гитарами, один ударник — и все четверо, чуть было не сказал — поют! Трудно себе даже представить, какие звуки издают эти молодые люди под собственный аккомпанемент, какое содержание в этих опусах… Но готов биться об заклад, что протянете вы ещё год-полтора, а потом появятся молодые люди с ещё более дурацкими причёсками и дикими голосами, и всё кончится!… И придётся вам с трудом пристраиваться в маленькие провинциальные кабачки на временную работу или идти „пчёлами“ к новым „жукам“…».
Кроме множества статей, заметок, критических материалов, фельетонов, мемуарных публикаций в центральной и московской прессе, композитор опубликовал девять книг: «Божества и убожества» (1964), «Музей муз» (1968), «Тысяча мелочей» (1973), «Очевидное, но вероятное» (1981), «Интересное кино» (повесть-гипербола, 1990), «Завещание Глинки» (роман-сатира, 1993), «Заметки на полях шляпы и кое-что ещё» (1997), «Что было и чего не было и кое-что ещё…» (1999), «Забавно, грустно и смешно!» (2003).
В 2008 году вдова композитора Алла Сивашова издала в Нью-Йорке в издательстве «Либерти/Liberty» книгу воспоминаний под названием «Я люблю тебя, Алка» — эти слова были последними, которые композитор написал своей рукой. В 2009 году некоторые выдержки из этих воспоминаний, вместе с избранными «„Заметками на полях шляпы“ острослова Н. Б.» были изданы в России.

## Композиторское наследие
В списке произведений композитора значительно присутствие симфонической и камерной музыки:
- 8 симфоний (1940—1991)
- симфоническая повесть «Василий Тёркин» (по одноимённой поэме А. Т. Твардовского, 1950, 2 ред. 1969)
- 2 струнных квартета (1931, 1988)[23]
- музыкальные драмы по А. А. Блоку: «Незнакомка» (1972) и «Балаганчик» (1976)
- балет-сказка «Королевство кривых зеркал» (1953)
- 3 оперы, в том числе одноактная опера «Соль» (по И. Э. Бабелю, 1981)
- 17 оперетт и музыкальных комедий, в том числе «Ночь перед Рождеством» (по Н. В. Гоголю, Ленинград, 1929), «Остров 5-К» (1933, Ленинградский театр музыкальной комедии), «Как её зовут» (1935, Ленинградский театр музыкальной комедии), «Раскинулось море широко» (1943, Ташкент), «Одиннадцать неизвестных» (1946, Московский театр оперетты), «Звезда экрана» (1947, Москва), «Когда поют соловьи» (1948, Ростовский театр музыкальной комедии), «Южная ночь» (1948, Тула), «Я люблю, Архимед!» (1961, Одесский академический театр музыкальной комедии), «Алло, Варшава» (1967, Свердловский театр музыкальной комедии), «Весна в Москве» (1972, Московская оперетта), «Брак по расчету» (1973, Иркутск)
- оратория «Песня в пути» (1973)
- для оркестра — Русская сюита (1952), Скерцо (1951), «Эскадрон проходит мимо» (1950), картинка «Старая Одесса» (1969), Романтическая увертюра (1971), Увертюра в классическом стиле (1972)
- для голоса с оркестром — поэма «Казнь декабристов» (сл. Б. М. Лихарева)
- для оркестра народных инструментов — 2 симфонии (1959—1960)
- для скрипки с фортепиано — Венгерские напевы (1952), 4 русские пьесы (1952)
- Русские напевы (1954), 12 пьес для начинающих: для баяна — 5 концертных пьес (1953)
- для хора без сопровождения — романтическая поэма «Песня о ветре» (сл. В. А. Луговского, 1966)
- для скрипки с оркестром — пьесы[24]
- песни (более 300)
- музыка к спектаклям (около 80, в т. ч.: «Божественная комедия», «Чёртова мельница» и «Ноев ковчег» И. В. Штока (все в Центральном театре кукол), «Факир на час» по пьесе В. А. Дыховичного и М. Р. Слободского и «Свадебное путешествие» В. А. Дыховичного в Московском театре Сатиры, «Итак, мы начинаем» (1960) и «О, Маргарита!» (1964) в Московском театре миниатюр под руководством В. С. Полякова, «В сиреневом саду» Ц. С. Солодаря, «Ты это я»), эстрадным представлениям (более 50, в т. ч.: «Где-то в Москве» (1944, Московский театр миниатюр), «На чашку чая» (1953, Ленинградский театр миниатюр под руководством А. И. Райкина), «На карнавале» (1954), программа А. И. Шурова и Н. Н. Рыкунина в «Эрмитаже», «Обозрение Афанасия Белова» (1955) в «Эрмитаже», «Программа Геннадия Дудника» (1959) и фильмам (120) и др.

### Известные песни
- Ленин в каждом из нас (слова М. Львовского)
- Звезда моих полей (слова Л. Давидович и В. Драгунского)
- Русской зимы красота (слова Е. Аграновича)
- Спасибо вам за тишину (слова Е. Евтушенко)
- Тюльпаны мая (слова П. Иванова)
- Любимый город (из кинофильма «Истребители», слова Е. Долматовского)
- Ты ждёшь, Лизавета (слова Е. Долматовского)
- Тёмная ночь (слова В. Агатова)
- Солдатский вальс (слова В. Дыховичного)
- Песенка Джени (слова В. Лебедева-Кумача)
- Где ты, утро раннее? (слова А. Жарова)
- Сияет лампочка шахтёра (слова М. Матусовского)
- Давно не бывал я в Донбассе (слова Н. Доризо)
- В шахтёрском общежитии (слова М. Пляцковского)
- Спят курганы тёмные (из кинофильма «Большая жизнь», слова Б. Ласкина)
- Улыбка (слова Б. Ласкина)
- Моему другу (из кинофильма «Долгие вёрсты войны», слова М. Матусовского)
- Бывают в жизни дни (слова М. Танича)
- Не улетай (слова Е. Аграновича)
- Романс Рощина (из кинофильма «Разные судьбы», слова Н. Доризо)
- Молодость песней станет (слова М. Пляцковского)
- Звёздный час (слова М. Пляцковского)
- Дорожная (слова М. Львовского и В. Коростылёва)
- Есть закон у тайги (слова М. Танича)
- Песня о молодом солдате (слова Н. Доризо)
- Солдатский привет (слова М. Пляцковского)
- Пехота — есть пехота! (слова М. Пляцковского)
- Не верьте тишине (слова М. Матусовского)
- У нас на заставе (слова М. Пляцковского)
- Мой Севастополь ( слова А. Поперечного)
- Морская песенка (слова В. Дыховичного и М. Слободского)
- Приморский город (слова М. Пляцковского)
- Песня о дружбе (слова М. Танича)
- Берёзонька (слова Л. Давидович и В. Драгунского)
- Алёнушка (слова А. Коваленкова)
- Без тебя (слова М. Пляцковского)
- Берега (слова М. Танича)
- Дождь идёт (слова М. Матусовского)
- Другие слова (слова М. Танича)
- Пойми меня (слова И. Кохановского)
- Кружится лист (слова И. Шаферана)
- Настя (слова К. Ваншенкина)
- А я в ответ (слова М. Танича)
- Мужской разговор (слова Н. Доризо)
- Песенка об одиноком друге (слова Н. Доризо)
- Три года ты мне снилась (слова А. Фатьянова)
- Московские улочки (слова Н. Доризо)
- Колокольчик (слова Е. Евтушенко)
- Слово (слова Н. Закусиной)
- Напрасно (слова М. Пляцковского)
- Вот какое положенье (слова В. Бахнова и Я. Костюковского)
- Разговоры (слова В. Бахнова и Я. Костюковского)
- Дождик, дождик (слова В. Масса и М. Червинского)
- Я к тебе со всей душою (слова И. Шаферана)
- Ты да я, да мы с тобою (слова В. Бахнова и Я. Костюковского)
- Песня старого извозчика (слова Я. Родионова)
- Не смейте забывать учителей (слова А. Дементьева)
- Вечный вальс (слова И. Кохановского)
- Ты ведь русской девчонкой была (слова С. Острового)
- У дипломатов, как у солдат (слова М. Танича)
- Дорогой мой человек (из кинофильма «Лёгкая жизнь», слова А. Галича)
- Уснувший Париж (из кинофильма «Эскадра уходит на запад», слова М. Матусовского)
- Байкальский ветер (из кинофильма «Приезжайте на Байкал», слова М. Матусовского)
- Ночные зарницы (из кинофильма «Приезжайте на Байкал», слова М. Матусовского)
- Про холостого омуля (из кинофильма «Приезжайте на Байкал», слова М. Матусовского)
- Песня выпускников (из кинофильма «Разные судьбы», слова Н. Доризо)
- Спящая красавица (из кинофильма «Нет и да», слова М. Танича).
- Антенны на крышах (слова М. Филипп-Жерара, перевод Е. Аграновича).
- Будет всё наоборот (слова М. Филипп-Жерара, перевод Е. Аграновича).
- Ермолова с Чистых прудов (слова В. Дыховичного, М. Слободского и М. Червинского[25]).

## Фильмография

### Художественные фильмы
- 1937 — Граница на замке
- 1937 — Остров сокровищ
- 1939 — Аринка
- 1939 — Большая жизнь
- 1939 — Истребители
- 1940 — Галя (короткометражный)
- 1941 — Боевой киносборник №8 (новелла «Ночь над Белградом»)
- 1941 — Мать (короткометражный)
- 1941 — Последняя очередь (короткометражный)
- 1941 — Таинственный остров
- 1942 — Александр Пархоменко
- 1942 — Дорога к звёздам
- 1942 — Музыкальный киносборник (новелла «Открытие сезона») (короткометражный)
- 1942 — Славный малый (совм. с Н. Н. Крюковым)
- 1943 — Два бойца
- 1945 — Это было в Донбассе
- 1945 — Пятнадцатилетний капитан
- 1954 — Морской охотник
- 1954 — Мы с вами где-то встречались (совм. с А. Я. Лепиным)
- 1956 — Путешествие в молодость (совм. с О. А. Сандлером)
- 1956 — Безумный день
- 1956 — Разные судьбы
- 1957 — К Чёрному морю
- 1958 — Олеко Дундич
- 1959 — Необыкновенное путешествие Мишки Стрекачёва
- 1960 — Леон Гаррос ищет друга (совм. с  Х. Падилья)
- 1960 — Рыжик
- 1960 — Трижды воскресший
- 1961 — Пёс Барбос и необычный кросс (киноальманах) (фильм № 5, «Совершенно серьёзно»)
- 1961 — Самогонщики (короткометражный)
- 1961 — Любушка
- 1962 — Без страха и упрёка
- 1963 — Большой фитиль (киноальманах) (совм. с В. Баснером, М. Мееровичем, Б. Чайковским)
- 1963 — Внимание! В городе волшебник!
- 1963 — Штрафной удар
- 1963 — Фитиль (№ 18, «Солнце, воздух и вода…») (короткометражный)
- 1964 — Лёгкая жизнь
- 1965 — Эскадра уходит на запад
- 1965 — Пограничная тишина
- 1965 — Приезжайте на Байкал
- 1966 — Нет и да
- 1967 — Человек в зелёной перчатке (стереоскопический фильм)
- 1967 — Таинственный монах (стереоскопический фильм)
- 1968 — Золотые часы
- 1969 — Фитиль (№ 177, «Счастливый конец») (короткометражный)
- 1969 — Архимеды XX-го века (фильм-спектакль)
- 1969 — Марки, йоги и 7-й «а» (фильм-спектакль)
- 1969 — Старый знакомый
- 1970 — День да ночь
- 1970 — Смерти нет, ребята!
- 1971 — Алло, Варшава!
- 1971 — Факир на час
- 1971 — Ехали в трамвае Ильф и Петров — роль — тапёр
- 1972 — Нервы… Нервы…
- 1973 — Берега
- 1973 — Божественная комедия (фильм-спектакль)
- 1973 — Всадник без головы
- 1973 — Жили три холостяка — роль — играющий на фортепьяно в антракте
- 1974 — Кто, если не ты?..
- 1975 — Долгие вёрсты войны
- 1976 — «SOS» над тайгой
- 1976 — Ноев ковчег (фильм-спектакль)
- 1978 — Живите в радости
- 1978 — Золушка (фильм-спектакль)
- 1979 — Незнакомка

### Документальное кино
- 1999 — Dolce… (нежно) А. Н. Сокурова

### Мультипликационные фильмы
- 1938 — Кот в сапогах
- 1938 — Три мушкетёра
- 1939 — Мойдодыр
- 1939 — Воинственные бобры
- 1939 — Лимпопо
- 1941 — Лгунишка
- 1941 — Бармалей
- 1942 — Ёлка (новогодняя сказка)
- 1944 — Синдбад-мореход (совм. с Ю. С. Никольским)
- 1944 — Синица
- 1944 — Орёл и крот
- 1954 — На даче
- 1954 — Подпись неразборчива
- 1955 — Снеговик-почтовик
- 1955 — Это что за птица?
- 1956 — Кораблик
- 1957 — Опять двойка
- 1958 — Мы за солнышком идём
- 1958 — Петя и Красная Шапочка
- 1958 — Кошкин дом
- 1959 — Три дровосека
- 1960 — Светлячок № 1
- 1960 — Мурзилка на спутнике
- 1960 — Непьющий воробей
- 1960 — Разные колёса
- 1960 — Человечка нарисовал я
- 1961 — Дорогая копейка
- 1961 — Семейная хроника
- 1961 — Мультипликационный Крокодил № 4. На чистую воду
- 1962 — Небесная история
- 1963 — Бабушкин козлик (совм. с Борисом Савельевым)
- 1964 — Следы на асфальте
- 1964 — Дюймовочка
- 1964 — Страна Оркестрия
- 1965 — Портрет
- 1966 — Букет
- 1966 — Мой зелёный крокодил
- 1966 — Про бегемота, который боялся прививок
- 1966 — Рай в шалаше
- 1966 — Потерялась внучка
- 1967 — Сказки для больших и маленьких
- 1967 — Скамейка
- 1968 — Козлёнок, который считал до десяти
- 1970 — Я нарисую солнце
- 1970 — Это в наших силах
- 1971 — Сердце
- 1971 — Терем-теремок
- 1972 — Осторожные козлы
- 1972 — Симулянт
- 1983 — Следствие ведут колобки. 1-я часть

### Участие в фильмах
- 1971 — Поговорить нам необходимо… (документальный)
- 1983 — Я возвращаю Ваш портрет (документальный)
- 1987 — …Всё, что на сердце у меня… (документальный)
- 2010 — Песня самогонщиков (из документального цикла «Спето в СССР»)

## Награды и звания
Государственные награды:
- Заслуженный деятель искусств РСФСР (1968)
- Народный артист РСФСР (1973)
- Народный артист СССР (1983)
- Орден Красной Звезды (1946)
- Орден Трудового Красного Знамени (1971)
- Орден «За заслуги перед Отечеством» IV степени (22 мая 1998) — за большой личный вклад в развитие отечественного музыкального искусства[26]
- Орден «За заслуги перед Отечеством» III степени (11 июня 2003) — за большой вклад в развитие отечественного музыкального искусства[27]

Другие награды, премии, поощрения и общественное признание:
- Полный кавалер знака «Шахтёрская слава» (1966, 1968, 1973)
- Орден «За артистическую деятельность» (1978, Франция)
- Офицер орден Искусств и литературы (1980, Франция)[28]
- Орден «Кирилл и Мефодий» I степени (1986, Болгария)
- Медаль имени А. В. Александрова (1986)
- 17 военных и гражданских медалей[источник не указан 764 дня]
- Международная премия Андрея Первозванного «За веру и верность» (2003) — за «особый вклад в укрепление государственности и приумножение национальной славы России»
- В 1979 и 1991 годах был удостоен премии «Золотой телёнок» «Литературной Газеты» («Клуба 12 стульев»)
- Гранд-премия «КиноВатсон».

## Память
- В 1993 году в честь Н. В. Богословского названа малая планета (3710) Богословский
- В 1998 году на Площади звёзд эстрады в Москве появилась его звезда

## Киновоплощения
- Михаил Грушевский — «Звезда эпохи» (2005)
- Роман Калькаев — «Эти глаза напротив» (2015)